# Peter Gunterberg
Peter Gunterberg, né le 17 février 1956 à Stockholm, en Suède, est un ancien joueur suédois de basket-ball. Il évolue durant sa carrière au poste de meneur.